# 公民割草行動
公民割草行動，是於2019年3月24日成立的社會運動團體，初名「韓國瑜市長罷免連線」為臉書社團，後改名「公民割草行動」，是以罷免中華民國第3屆高雄市市長韓國瑜為主要訴求的行動。

## 成立背景
中華民國於2018年11月24日舉辦地方公職人員選舉（九合一大選），由中國國民黨籍候選人韓國瑜以892,545票、53.87%得票率獲選為第三屆高雄市市长，同年12月25日就職。
2019年4月30日，韓國瑜與中國國民黨主席吳敦義進行私人會談後，表態以「不參加國民黨內總統初選，但被動接受納黨內初選民調」的態度繼續參與黨內活動。
2019年5月21日，韓國瑜於接受記者聯訪時正式表態決定參選2020年中華民國總統選舉。此舉遭到不少學者正反兩面的評論、且有市民認為他無心市政。

## 罷免理由
- 列出五點罷免韓國瑜的理由[4]：

1. 違背誠信承諾，不以罷免手段無以建立責任政治紀律。
2. 市政滿意度連續全國最後、不滿意度連續全國最高，不願承認亦不曾向市民道歉，市民有權以罷免方式結束市長任期。
3. 市政荒廢，政見謊言，城市發展停滯，不以罷免結果無法損壞控制、挽救城市未來。
4. 韓流證實為境外勢力介入選舉，為紅媒代理人，必須施以罷免建立自主民主台灣。
5. 歧視性言論、性暗示描述、荒誕行徑一再曝光，必須以罷免以示對此些言行懲治。

- 列出政策跳票的項目包括太平島挖石油、香港賽馬來台、F1賽車來台、高雄迪士尼樂園、演講、愛情摩天輪[5]、高雄500萬人口、旗津賭場以及「經濟100分，政治0分」[6]。

## 罷免行動
於2019年6月27日，正式與公民組織WeCare高雄及政黨台灣基進共同啟動對高雄市市長韓國瑜的罷免第一階段的提議連署，於12月26日將第一階段連署書送件至中央選舉委員會，於2020年1月17日罷免第一階段宣布正式通過；於1月29日正式啟動第二階段的罷免連署，於3月9日將第二階段連署書送件至高雄市選舉委員會，於4月7日罷免第二階段宣布正式通過；於4月17日中選會宣告成立高雄市第3屆市長罷免案，並定於同年6月6日舉行投、開票；於6月6日罷免第三階段宣布正式通過。

## 外部連結
- 公民割草行動Facebook專頁 （页面存档备份，存于）
- 公民割草行動Youtube （页面存档备份，存于）
- 公民割草行動IG
- 公民割草行動Twitter （页面存档备份，存于）